# Cerastium gibraltaricum
Cerastium gibraltaricum (Роговик гібралтарський) — вид гвоздикоцвітих рослин родини гвоздикових.

## Поширення
Населяє середземноморський регіон: пд. Іспанії, Гібралтар, о. Корсика, о. Сардинія і пн.-зх. Африки (північний Алжир і північне Марокко). Висотний діапазон: 100—2800 м.

## Морфологія

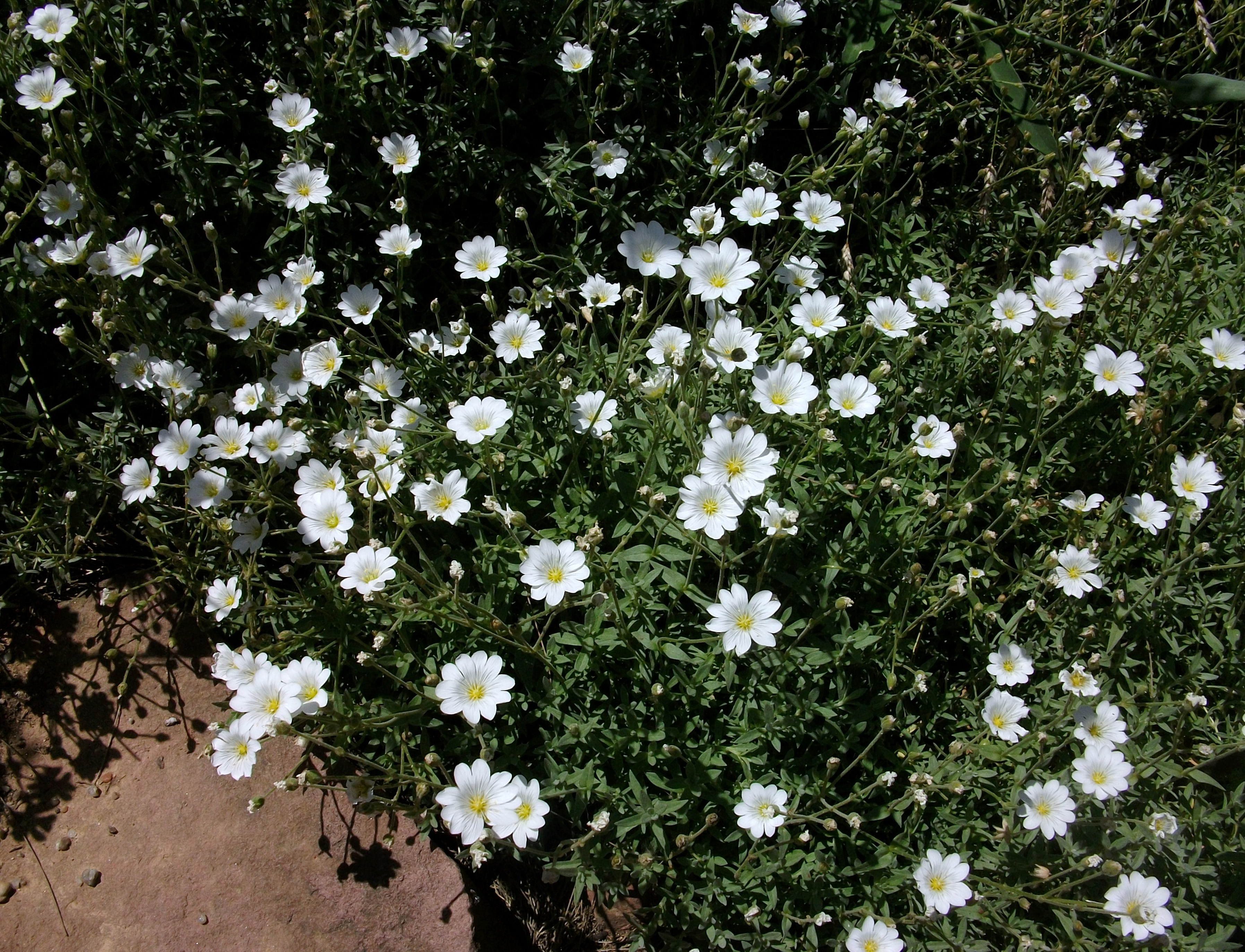
Квіти

Багаторічна, деревна біля основи рослина. Стебла висотою до 30 см, значно розгалужені з основи. Квіти білі. Пелюстки 8-15 мм. Насіння 1,7-2 × 1,7-2 мм, ниркоподібне, крилате, грубе і горбкувате.

## Біологія
Цвітіння: з квітня по серпень. Населяє сухі пасовища, лісові галявини, чагарники і скелясті кручі. Байдужі до субстрату. Розвиваються в дещо прохолодних, дещо піщаних, сонячних і не дуже сухих місцях.